# Timo Van Der Bosch
Timo Van Der Bosch (Heidelberg, 1993. november 29. –) német válogatott vízilabdázó, az Esslingen bekkje.

## Nemzetközi eredményei
- Európa-bajnoki 5. hely (Eindhoven, 2012)
- Világbajnoki 10. hely (Barcelona, 2013)
- Európa-bajnoki 9. hely (Budapest, 2014)
- Európa-bajnoki 11. hely (Belgrád, 2016)